# Francisco Afonso de Chaves e Melo
Se procura informação sobre o meteorologista e naturalista açoriano, veja Francisco Afonso Chaves.
Francisco Afonso de Chaves e Melo (Ponta Delgada, 1685 — Ponta Delgada, 10 de Dezembro de 1747) foi um historiador e escritor açoriano. É autor da obra A Margarida Animada.

## Biografia
Era filho de Francisco Afonso Chaves e de sua esposa, Maria Correia de Melo. Descendia de uma das mais antigas famílias micaelense, que enriquecera no comércio e já estava então entre as mais afluentes da ilha. Era trineto de Leonor de Chaves, uma irmã da venerável Margarida de Chaves. Foi baptizado a 5 de julho de 1665 na igreja de São Pedro de Ponta Delgada.
Desposou Luzia de Arruda Coutinho na igreja de São Pedro de Ponta Delgada, a 21 de abril de 1721. Sucedeu a seu pai como morgado na administração de um conjunto de vínculos. Residia numa quinta da Canada dos Prestes, e tinha a seu cargo a ermida de Santa Margarida de Chaves. Atingiu o posto de capitão das ordenanças da milícia de Rosto de Cão.
Exerceu diversos cargos administrativos e foi juiz e contador da Fazenda Real em Ponta Delgada. No exercício deste cargo foi acusado de violência na retirada de uma pessoa de uma embarcação, tendo estado preso até ser mandado soltar por ordem régia.

## Obra
A sua obra "A Margarida Animada" foi publicada em Lisboa no ano de 1723, embora aparentemente escrita anos antes, com o objectivo de manter viva a memória da sua venerável antepassada Margarida de Chaves, cujo processo de canonização o autor ainda acalentava reavivar. Para além da biografia da "venerável" o autor inclui uma larga compilação de informações históricas sobre a ilha de São Miguel e sobre a fundação das suas principais povoações.